# Copa Ciudad de Constitución 2002
La Copa Ciudad de Constitución 2002 fue la segunda edición del torneo amistoso de fútbol Copa Ciudad de Constitución. Se celebró en Talca (Chile) los días 18 y 19 de enero de 2002 y los equipos participantes fueron Constitución Unido, Palestino, Santiago Morning y Universidad Católica; estos dos últimos clubes protagonizaron la final.

## Sistema de competición
En esta edición tomaron parte cuatro equipos, que se enfrentaron bajo el formato de eliminación directa. Los vencedores en sus respectivas semifinales accedieron al partido definitivo, cuyo ganador se convirtió en el nuevo campeón.

## Resultados
|  | Semifinales          | Semifinales          | Semifinales      |                  |                      | Final                | Final | Final |  |
|  |                      |                      |                  |                  |                      |                      |       |       |  |
|  |                      |                      |                  |                  |                      |                      |       |       |  |
|  | Constitución Unido   | Constitución Unido   | 0                |                  |                      |                      |       |       |  |
|  | Constitución Unido   | Constitución Unido   | 0                |                  |                      |                      |       |       |  |
|  | Universidad Católica | Universidad Católica | 3                |                  |                      |                      |       |       |  |
|  | Universidad Católica | Universidad Católica | 3                |                  | Universidad Católica | Universidad Católica | 2     |       |  |
|  |                      |                      |                  |                  | Universidad Católica | Universidad Católica | 2     |       |  |
|  |                      |                      | Santiago Morning | Santiago Morning | 1                    |                      |       |       |  |
|  | Santiago Morning     | Santiago Morning     | Santiago Morning | Santiago Morning | 1                    | 2                    |       |       |  |
|  | Santiago Morning     | Santiago Morning     |                  |                  |                      | 2                    |       |       |  |
|  | Palestino            | Palestino            | 1                |                  |                      |                      |       |       |  |
|  | Palestino            | Palestino            | 1                |                  |                      |                      |       |       |  |
|  |                      |                      |                  |                  |                      |                      |       |       |  |

### Semifinales
| 18 de enero de 2002 | Constitución Unido | 0:3 (0:2) | Universidad Católica                      | Estadio Municipal, Constitución |  |
|                     |                    |           | Campos 14' · Gabrich 37' · Norambuena 65' |                                 |  |

| 18 de enero de 2002 | Santiago Morning         | 2:1 (1:1) | Palestino | Estadio Municipal, Constitución |  |
|                     | Paredes 4' · Chiesia 86' |           | Ríos 37'  |                                 |  |

### Final
| 19 de enero de 2002 | Universidad Católica | 2:1 | Santiago Morning | Estadio Municipal, Constitución |  |
|                     | Álvarez Gabrich      |     | Cañete           |                                 |  |

| Campeón Universidad Católica |